# Port lotniczy Jabat
Port lotniczy Jabat (IATA: JAT) – port lotniczy zlokalizowany na atolu Jabwot (Wyspy Marshalla).